# Le Styx coule à l'envers
Le Styx coule à l'envers est un recueil de nouvelles de l'auteur américain Dan Simmons paru en France en 1997. Ce recueil n'a pas d'équivalent en langue anglaise, il a été assemblé par l'éditeur français à partir de douze nouvelles écrites par Simmons entre 1982 et 1995, dont sept figurent dans le recueil Prayers to Broken Stones (1990). Il comprend une préface de Harlan Ellison et chaque nouvelle comporte une introduction écrite spécialement pour l'occasion par Dan Simmons.

## Liste des nouvelles
1. Le Styx coule à l'envers ((en) The River Styx Runs Upstream, 1982)
2. Vanni Fucci est bien vivant et il vit en Enfer ((en) Vanni Fucci is Alive and Well and Living in Hell, 1988)
3. Passeport pour Vietnamland ((en) E-Ticket to 'Namland, 1987)
4. Deux minutes quarante-cinq secondes ((en) Two Minutes Forty-five Seconds, 1988)
5. Métastases ((en) Metastasis, 1988)
6. Douce nuit, sainte nuit ((en) Vexed to Nightmare by a Rocking Cradle, 1985)
7. Mémoires privé de la pandémie des stigmates de Hoffer ((en) My Private Memoirs of the Hoffer Stigmata Pandemic, 1991)
8. Les Fosses d'Iverson ((en) Iverson's Pits, 1988)
9. Le Conseiller ((en) The Counselor, 1991)
10. Photo de classe ((en) This Year's Class Picture, 1992)Prix World Fantasy de la meilleure nouvelle 1993 et prix Bram Stoker de la meilleure nouvelle courte 1992
11. Mes Copsa Mica ((en) My Copsa Mica, 1994)
12. À la recherche de Kelly Dahl ((en) Looking for Kelly Dahl, 1995)

## Accueil critique
Laurent Deneuve, de ActuSF, délivre une critique très positive, affirmant que le recueil regroupe les « nouvelles parmi les plus noires de Dan Simmons », où « le fantastique de Simmons flirte avec le super-réalisme, constituant de véritables perles d’effroi pur, sans jamais tomber dans les clichés de la littérature de genre ». Il met particulièrement en avant Photo de classe, « chef-d’œuvre à ne louper sous aucun prétexte », Mes Copsa Mica, « bijou macabre », et Le Styx coule à l'envers, « coup d’essai de l’auteur [qui] a été un coup de maître ». Pour Le Cafard cosmique, les textes sont « marqués par une profonde humanité et une tristesse récurrente », le livre pouvant « effrayer par son côté désespéré », et sont peuplés de « personnages déracinés, perdus et traumatisés ». À la recherche de Kelly Dahl, « qui confine purement et simplement au chef d’œuvre », Métastases, où « on apprend la nature réelle des tumeurs cancéreuses et des étranges créatures qui s’en nourrissent », et Mémoires privé de la pandémie des stigmates de Hoffer, « nouvelle presque comique », sont mises en avant. Guy Astic, de la revue Ténèbres, délivre lui aussi une critique très positive, écrivant que la principale force de Simmons « réside dans la faculté à rapprocher le familier et l'inconcevable sans recourir systématiquement au spectaculaire » et que l'écrivain « est en passe de dam(n)er le pion à tous les mordus de la nouvelle ». Alexandre Garcia, de NooSFere, est moins enthousiaste, estimant que si le recueil « contient sans aucun doute quelques pièces maîtresses, la plupart des textes sont somme toute assez décevants ». Métastases est selon lui le récit « sans conteste le meilleur du recueil » et À la recherche de Kelly Dahl est « d'une tendresse déconcertante, concluant le recueil en beauté ».

## Éditions
- Le Styx coule à l'envers, Denoël, coll. « Présences », 11 avril 1997, trad. Jean-Daniel Brèque, 368 p.  (ISBN 2-207-24498-9)
- Le Styx coule à l'envers, Denoël, coll. « Présence du futur » no 622, 14 mars 2000, trad. Jean-Daniel Brèque, 368 p.  (ISBN 2-253-13998-X)
- Le Styx coule à l'envers, Gallimard, coll. « Folio SF » no 99, 30 avril 2002, trad. Jean-Daniel Brèque, 360 p.  (ISBN 2-07-042348-4)
- Le Styx coule à l'envers, Pocket, coll. « Science-fiction » no 17712, 29 avril 2021, trad. Jean-Daniel Brèque, 464 p.  (ISBN 978-2-266-29771-4)